# شركات التاج في كندا
شركات التاج في كندا (بالفرنسية: sociétés d'État)‏  هي منظمات حكومية ذات مزيج من الأهداف التجارية وأهداف السياسة العامة . وهي مملوكة بشكل مباشر وكلي للتاج البريطاني (أي حكومة كندا أو المقاطعة).
تمثل شركات التاج شكلاً محددًا من المؤسسات المملوكة للدولة الكندية . تكون كل شركة مسؤولة في نهاية المطاف أمام البرلمان الكندي (الاتحادي أو الإقليمي) من خلال الوزير المختص لتسيير شؤونها. يتم إنشاؤها بموجب قانون صادر عن البرلمان وتقدم تقاريرها إلى تلك الهيئة عن طريق الوزير المختص في مجلس الوزراء ، على الرغم من أنها "محمية من التدخل الحكومي المستمر والرقابة التشريعية" وبالتالي "تتمتع عمومًا بقدر أكبر من الحرية من السيطرة السياسية المباشرة مقارنة بالإدارات الحكومية".
تختلف شركات التاج عن "الشركات الإدارية" مثل وكالة الإيرادات الكندية .
تتمتع شركات التاج بحضور طويل الأمد في البلاد وكان لها دور فعال في تشكيلها. يمكنهم تقديم الخدمات التي يطلبها الجمهور والتي لولا ذلك لن تكون مجدية اقتصاديًا كمؤسسة خاصة أو التي لا تتناسب تمامًا مع نطاق أي وزارة. إنهم يشاركون في كل شيء بدءًا من توزيع واستخدام وتسعير بعض السلع والخدمات وحتى تطوير الطاقة واستخراج الموارد والنقل العام والترويج الثقافي وإدارة الممتلكات .

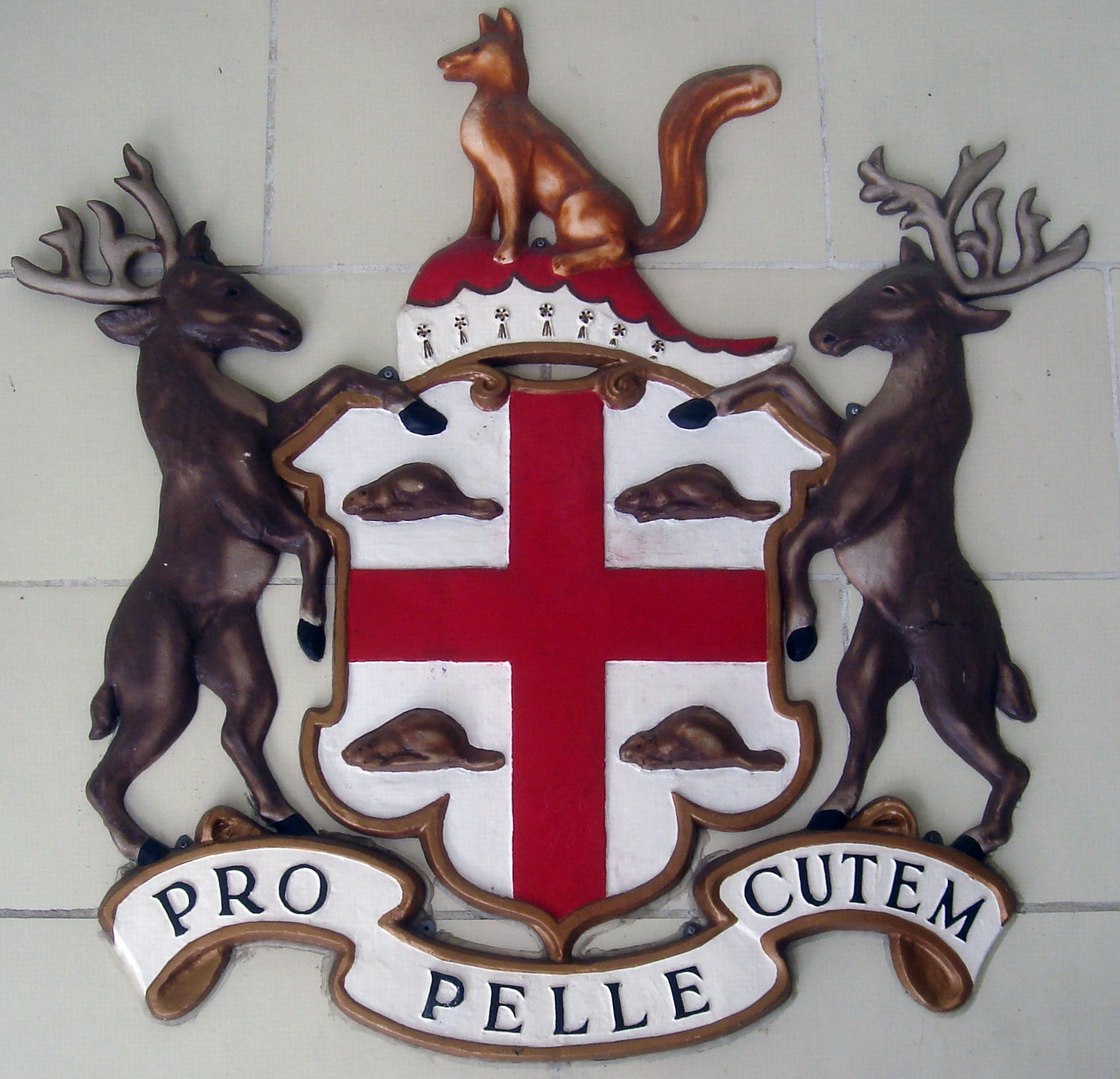
شعار النبالة لشركة خليج هدسون.

اعتبارًا من 2022 كانت هناك 47 شركة تابعة للتاج الاتحادية في كندا. تعمل المحافظات والأقاليم بالدولة الكندية بتشغيل شركاتهم الخاصة بالتاج بشكل مستقل عن الحكومة الاتحادية بكندا.

## أنظر أيضا
- شركة التنمية الكندية
- هيكل الحكومة الفيدرالية الكندية
- تأميم
- وكالة تنفيذية
- شركة قانونية ، وهو مصطلح يستخدم في العديد من دول الكومنولث
- رأسمالية الدولة الاحتكارية
- مؤسسة مملوكة للدولة
- الشركات المملوكة للدولة في الولايات المتحدة
- كيان التاج ، والهيئات المعادلة في نيوزيلندا